# ديهية لويز
ديهية لويز هي كاتبة جزائرية من مواليد عام 1985، وولدت في سليلة بجاية وهي من أهم الحواضر الأمازيغية في الجزائر، واسمها الحقيقي لويزة أوزلاق.

## السيرة الذاتية
تعود بداية ديهية لويز في الإبداع عندما كانت بعمر الثالثة عشرة حيث بدأت بنظم الشعر قبل أن يتحول اهتمامها إلى الرواية في سن السادسة عشرة، وكانت شاعرة ثم انتقلت إلى الكتابة الروائية مع تعدد القراءات والتجارب. وتُمثل روايتها الأولى «جسد يسكنني» إشارة قوية على قدوم مشروع روائي ذي نفس مختلف عن المشاريع النسائية الجزائرية السابقة من حيث اللغة والهواجس المتبنّاة. 
كما تعتبر مزاوجة ديهية لويز بين العربية والأمازيغية في الكتابة مؤشّرًا على ظهور جيل أدبي جزائري جديد، كما أن تجاوز الصراع اللغوي الذي كرّسته السياسة ومصالح النظام والعصب الأيديولوجية بعيدًا عن منطق الثقافة والعيش المشترك،
كما شاركت في 2013 في مجموعة قصصية باللغة الأمازيغية مع عدد من الكتاب الجزائريين.
شاركت ديهية في العديد من التظاهرات الأدبية بالجزائر وخارجها وخصوصا بالإمارات العربية المتحدة.

## الأعمال
- رواية جسد يسكنني عام 2012: أولي روايتها باللغة العربية.[3][4]
- رواية سأقذف نفسي أمامك عام 2013:[4][6] روايتها الثانية وهي الرواية الجزائرية الأولى باللغة العربية التي تحكي عن الربيع الأمازيغي الذي سمي بالربيع الأسود من خلال قصة حب مستحيلة وقصة حياة مؤثرة لفتاة ظلت تعاند قدرها والذي ظل يفاجئها كل مرة.[3][7]
- شاركت في عام 2013 في مجموعة قصصية باللغة الأمازيغية مع عدد من الكتاب الجزائريين والمغاربة والليبيين.[3][8]
- رواية بين السماء والأرض المكتوبة باللغة الأمازيغية.[9]

## الجوائز
- حصلت علي جائزة محمد ديب للرواية الأمازيغية (بين السماء والأرض) عام 2016.[9]

## الوفاة
توفيت ديهية لويز ولم تتجاوز سن الثالثة والعشرين، في يوم الجمعة ببجاية. نشرت عن وفاتها وزارة الثقافة الجزائرية على الفيسبوك. وجاء في بيان لوزارة الثقافة أن «بفقدانها تفقد الساحة الأدبية واحدة من أبناء الجزائر الشباب والكتاب الشباب الذين استطاعوا أن يفرضوا أنفسهم بكل سهولة في حقل الإبداع والكتابة فقد عرفت الفقيدة بجديتها وحبها للكتابة وقدرتها على الإبداع وهي لاتزال طفلة لا تتجاوز الثالثة عشرة».